# Barry Pepper
Barry Robert Pepper (Campbell River, 4 april 1970) is een Canadese acteur.
Pepper speelde onder meer een sluipschutter in Saving Private Ryan, journalist Joseph L. Galloway in de oorlogsfilm We Were Soldiers, een hoofdrol in de film Battlefield Earth en Roger Maris in de film 61*. In 2009 sprak Pepper de stem in van de sarcastische korporaal Dunn in het computerspel Call of Duty: Modern Warfare 2. 
Pepper had tevens rollen in de films 3: The Dale Earnhardt Story, The Green Mile en Enemy of the State. In 2006 speelde hij in de thriller Unknown.

## Filmografie
- Urban Safari (1996) - Rico
- Firestorm (1996) - Packer
- Saving Private Ryan (1998) - Pvt. Daniel Jackson
- Enemy of the State (1998) - David Pratt
- The Green Mile (1999) - Dean Stanton
- Battlefield Earth (2000) - Jonnie Goodboy Tyler
- We All Fall Down (2000) - John
- 61* (2001) - Roger Maris
- Knockaround Guys (2001) - Matty Demaret
- We Were Soldiers (2002) - Joe Galloway
- 25th Hour (2002) - Frank Slaughtery
- The Snow Walker (2003) - Charlie Halliday
- 3: The Dale Earnhardt Story (televisiefilm) (2004) - Dale Earnhardt
- Ripley Under Ground (2005) - Tom Ripley
- The Three Burials of Melquiades Estrada (2006) - Mike Norton
- Flags of Our Fathers (2006) - Michael Strank
- Unknown (2006) - Rancher Shirt
- Seven Pounds (2008) - Dan
- Casino Jack (2009) - Michael Scanlon
- Call of Duty: Modern Warfare 2 (videogame) (2009) - Korporaal Dunn
- True Grit (2010) - Lucky Ned Pepper
- Broken City (2013) - Jack Valliant
- Snitch (2013) - Agent Cooper
- The Lone Ranger (2013) - Jay Fuller
- Kill the Messenger (2014) - Russell Dodson
- Maze Runner: The Scorch Trials (2015) - Vince
- Bitter Harvest (2017) - Jaroslav
- The Painted Bird (2019) - Russische soldaat
- Running with the Devil (2019)
- Crawl (2019) - Dave Keller[1]